# Peter Kien-hong Yu
Peter Kien-hong Yu (geboren 26. Juli 1953 in Taiwan) ist ein taiwanischer Politikwissenschaftler.

## Leben
Peter Kien-hong Yu studierte Politikwissenschaft an der Universität New York und wurde 1983 promoviert. Ab 1997 arbeitete er am East Asian Institute der National University of Singapore. 2007 ging er an die Ming-Chuan-Universität in Taipeh und arbeitete ab 2017 am selben Ort als Direktor der Graduate School of International Affairs an der Ming-Chuan-Universität. Er wechselte dann an die Swinburne University of Technology in Kuching, Malaysia.
Yu veröffentlichte 15 Bücher in englischer und in chinesischer Sprache und eine Vielzahl von Buchbeiträgen und Zeitschriftenartikeln in westlich orientierten Staaten.

## Schriften (Auswahl)
- A strategic model of Chinese checkers : power and exchange in Beijing's interactions with Washington and Moscow. New York : Lang, 1984 New York, Univ., Diss. ISBN 0-8204-0123-4
- Hu Jintao and the ascendancy of China : a dialectical study. Singapore : Marshall Cavendish Academic, 2005
- The second long march : struggling against the Chinese Communists under the Republic of China (Taiwan) Constitution. New York : Continuum, 2009
- One-dot Theory Described, Explained, Inferred, Justified, and Applied. New York, NY : Springer New York, 2012
- International governance and regimes : a Chinese perspective.  London : Routledge, 2012 ISBN 978-0-415-68199-5
- (Hrsg.): Reinventing the Methodology of Studying Contemporary China : re-testing the one-dot theory. Singapore : Springer, 2017